# .cl
.cl è il dominio di primo livello nazionale assegnato al Cile.
È amministrato dalla Università del Cile.
Il social network So.cl ha utilizzato il dominio .cl.